# Laudomar
Laudomar, auch Launomar oder Laumer (* bei Chartres; † um 590 in Chartres), ist ein Heiliger der katholischen Kirche. 
Er war zunächst Hirte, dann Priester und Einsiedler. Um das Jahr 570 gründete er das Kloster Corbion, dessen Abt er später bis zu seinem Tod war. Seine Reliquien wurden 595 nach Corbion, im 9. Jahrhundert nach Le Mans und 874 nach Blois transloziert, wo dann im Jahre 924 über ihnen das Kloster St. Laumer errichtet wurde. Laudomar wird bis zum heutigen Tag in den Diözesen Chartres und Sées verehrt. Sein Gedenktag ist der 19. Januar.